# Tennessee Coal and Iron
La Tennessee Coal, Iron and Railroad Company (1852–1952) était à la fin du XIXe siècle l'une des premières sociétés américaines manufacturières, présentes à la fois dans l'acier, le charbon et le chemin de fer.
Originaire du Tennessee où il est fondé en 1852, le groupe s'est ensuite installé dans l'Alabama. Après avoir été le deuxième producteur d'acier américain, il intègre l'indice Dow Jones à sa création en 1896. En 1907, la concurrence forte sur le marché des aciéries l'oblige à fusionner avec United States Steel Corporation, dont il deviendra une simple filiale en 1952.

## Histoire
Le groupe naît en 1852 de la volonté d'entrepreneurs de Nashville (Tennessee), qui souhaitent profiter du charbon local, puis est revendu sept ans après à des investisseurs de New York, qui lui donnent son nom et l'orientent vers la fonte au coke, puis le revendent à l'homme d'affaires Thomas O'Connor en 1876. Ce dernier lui fait racheter en 1886 la société Pratt Coal and Iron Company, basée à Birmingham, en Alabama, où Tennessee Coal and Iron s'installe en 1896, après avoir beaucoup investi, puis racheté des concurrents majeurs en 1888 et 1892.
Le rachat de Tennessee Coal and Iron par US Steel, opéré en 1907 après une crise boursière appelée panique bancaire, sous la houlette de l'actionnaire ce dernier, le banquier John Pierpont Morgan a fait[pas clair] que US Steel détenait 60 % du marché de l'acier américain. US Steel était de son côté né en 1901 de la fusion de plusieurs aciéries américaines, qui avaient permis à son PDG, Andrew Carnegie, de faire passer de 1880 à 1900 sa part de marché aux États-Unis de 10 % à 30 %. Après cette fusion de 1901, deux actions du groupe US Steel étaient entrées dans l'indice Dow Jones, Federal Steel en sortant. 
Un troisième producteur d'acier, American Steel & Wire, était né en 1899 de la fusion de plusieurs sociétés spécialisées dans le fil de fer barbelé utilisé dans les Grandes Plaines, basées dans de nombreux états différents : Texas, Illinois, Massachusetts, Ohio et d'autres. Il sera plus tard intégré à US Steel lui aussi.
Les détracteurs d'Andrew Carnegie ont affirmé qu'il avait profité de la panique bancaire pour créer cet empire de l'acier, ce qui a amené le Congrès des États-Unis à créer une commission monétaire pour prévenir les crises financières.